# Modra lesna osa
Modra lesna osa (znanstveno ime Sirex juvencus) je vrsta lesnih os, ki je razširjena po večjem delu severne poloble.

## Opis
Odrasla samica meri med 15 in 30 mm. Samci so nekoliko manjši in običajno merijo med 8 in 28 mm. Samci so temno modri z oranžno rumenimi pasovi na zadku. Krila so prozorna s črnimi žilami. Noge so črne. Samice so enotno temno modre barve brez rumeno oranžnih pasov na zadku. Samica ima na zadku štrlečo konico, ki ščiti leglico.
Jajčeca so valjasta, kremno rumene barve, velika okoli 1 mm. Breznoge ličinke so valjaste oblike, zrastejo do dolžine med 30 in 40 mm in so kremno bele barve. Zadkov člen ima kopjast nastavek. Buba je bela, noge in krila so razpoznavna, dolga je približno 30 mm.

## Biologija
Živi v simbiozi z glivami, ki jih samice zanesejo v les ob odlaganju jajčec. Najpogostejša gliva v sožitju je Amylostereum areolatum. Spore so shranjene v dveh mikangijih ob leglici. Ima 2-3 letno generacijo. Modre lesne ose rojijo od julija do oktobra. Samice odlagajo jajčeca z leglico v skorjo drevesa od 2 do 10 mm globoko, v skupinah po 1 do 3. Skupaj posamezna samica odloži do 100 jajčec. Modre lesne ose prezimijo kot jajčece ali kot prvi stadij ličinke. Ličinke se hranijo z lesom do globine 4 cm in delajo rove, ki so dolgi med 5 in 15 cm. Zabubijo se 2 cm globoko v lesu. Izhodna odprtina je popolnoma okrogla in ima običajno premer od 3 do 8 mm. Modra lesna osa je dober letalec in lahko leti več kilometrov daleč.
Njen naravni sovražnik je zajedavski nematod vrste Deladenus siricidicola.